# Ostfriesische Seemarsch zwischen Norden und Esens
Das Vogelschutzgebiet Ostfriesische Seemarsch zwischen Norden und Esens (Kennung V63) ist ein Vogelschutzgebiet Hinterdeichs zwischen den Kleinstädten Norden und Esens in Ostfriesland. Das Gebiet wurde bekannt, weil die Samtgemeinde Esens bei Bensersiel trotz Kenntnis des möglichen Schutzstatus eine 2,1 Kilometer lange und 8,2 Millionen Euro teure Umgehungsstraße quer durch das Gebiet baute. Dies wurde durch Gerichtsurteile aus den Jahren 2013 bis 2015 als unzulässige Straßenplanung gewertet.

## Vogelschutzgebiet
Das Gebiet ist 8043 Hektar groß und wurde landwirtschaftlich genutzt. Neben Grünland besteht es aus Schilfgürteln und alten Entwässerungskanälen. Nach den Kriterien der Flora-Fauna-Habitat-Richtlinie ist das Gebiet für Vögel wichtig und daher unter Schutz zu stellen, wurde jedoch formal bis 2006 nicht nach Brüssel gemeldet. Deshalb sprach man von einem „faktischen Vogelschutzgebiet“. Das Gebiet grenzt unmittelbar an den Nationalpark Niedersächsisches Wattenmeer.
2003 meldete das niedersächsische Umweltministerium unter Umweltminister Hans-Heinrich Sander (FDP) lediglich Blaukehlchen und Wiesenweihe als schützenswerte Vogelarten in dem Gebiet. Die europäische Ebene meldete daraufhin zurück: zu wenig Brut- und Gastvogelarten für ein schützenswertes Gebiet. Der Wattenrat belegte daraufhin mit einem Gutachten, was Ornithologen bekannt war: Nonnengans, Graugans (Anser Anser) und einige Watvogelarten des Wattenmeeres nutzen das Gebiet regelmäßig. Daraufhin wies die EU-Kommission 2006 Niedersachsen an, das Gebiet nachzumelden und drohte bei Missachtung mit Strafzahlungen. Niedersachsen meldete schließlich das Vogelschutzgebiet V 63 korrekt nach Brüssel, klammerte die Trasse einer geplanten Umgehungsstraße aber bei der Gebietsanmeldung aus.
Im Frühjahr 2014 leitete der niedersächsische Umweltminister Stefan Wenzel (Grüne) unter dem Eindruck des laufenden Gerichtsprozesses über die staatliche Vogelschutzwarte eine Ausweitung des Vogelschutzgebietes 8043 Hektar im Gebiet Esens auf zunächst auf 8054 Hektar, nach Protesten im Anhörungsverfahren auf 8070 Hektar ein. Im Februar 2016 legte der Landkreis Wittmund einen Entwurf vor, wonach ein weiträumiges Gebiet mit der Bezeichnung „LSG 25 II Ostfriesische Seemarsch zwischen Norden und Esens im Bereich Bensersiel, Samtgemeinde Esens, Landkreis Wittmund“ zum Landschaftsschutzgebiet erklärt werden könnte. Darin liegt auch das EU-Vogelschutzgebietes V 63 im Bereich Bensersiel. Damit würde das Gebiet auch nach deutschem Naturschutzrecht mit dem Status Landschaftsschutzgebiet versehen. Die Verordnung untersagt u. a. in dem Gebiet zu jagen, Windkraftanlagen zu errichten oder neue Straßen oder Wege zu bauen sowie den Ausbau bisher unbefestigter Wege vorzunehmen.

## Umgehungsstraße Bensersiel L5

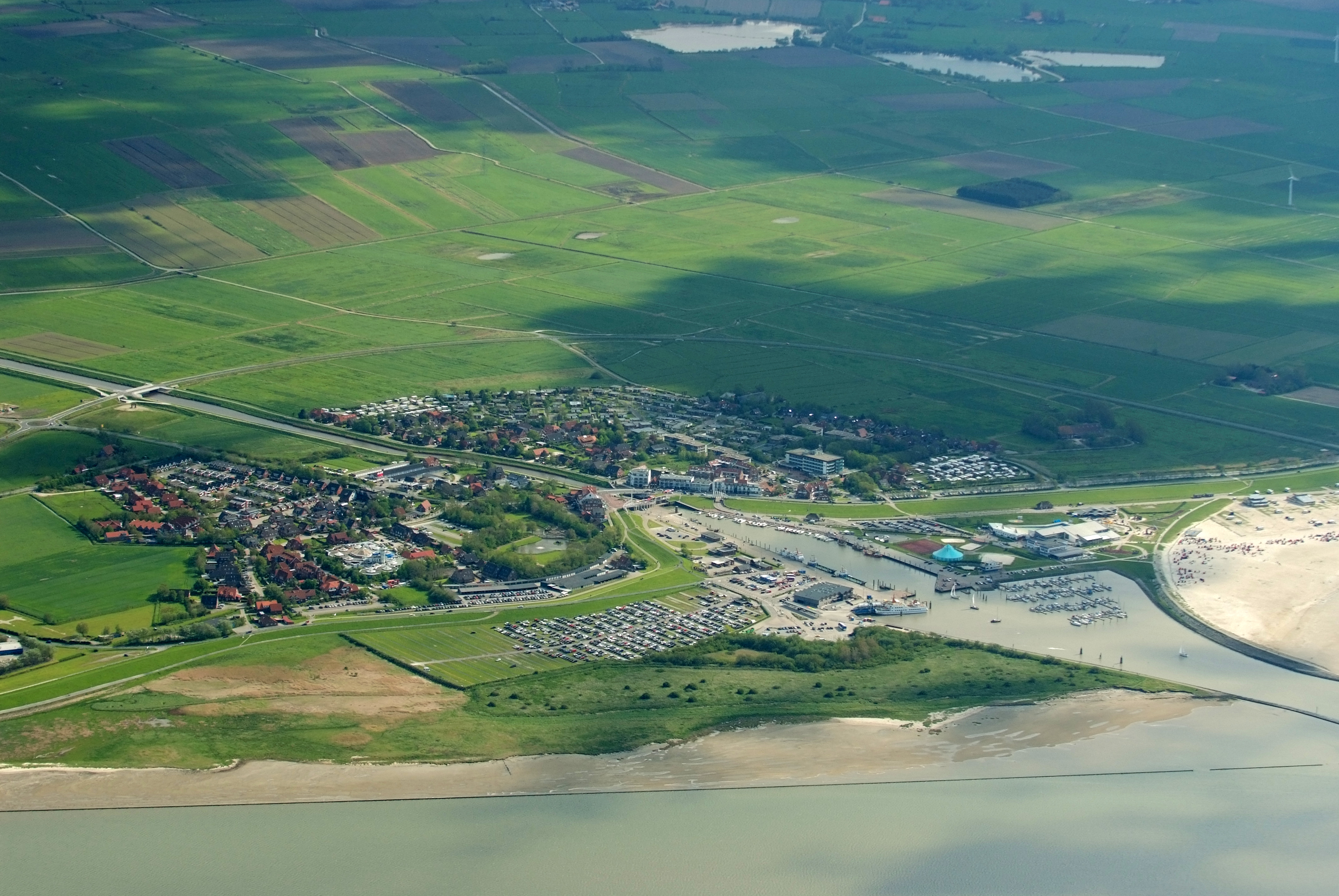
Südlich von Bensersiel liegt das Vogelschutzgebiet, durch das im Halbrund die illegal gebaute Ortsumgehungsstraße führt.

2000 startete die Stadt Esens das Planfeststellungs- und Flurbereinigungsverfahren nach Absprache mit dem niedersächsischen Verkehrsministerium für die geplante Umgehungsstraße von Norden nach Esens. Gebaut werden sollte eine 2,1 Kilometer lange „kommunale Entlastungsstraße“, die im Bogen um das Hafenörtchen führen sollte. Im Verlauf der Verfahren wurde der Eigentümer des Gebietes, der nicht verkaufen wollte, per Besitzeinweisung enteignet.
2003 begann die Beteiligung der „Träger öffentlicher Belange“ und der Naturschutzverbände am Verfahren. Der BUND und der Wattenrat Ostfriesland machten deutlich auf die Unvereinbarkeit der Straßenplanung mit den EU-rechtlichen Vorgaben aufmerksam und lehnten das Projekt ab. In dem Beschlussvorschlag wurde die 34-seitige Stellungnahme „aufgrund der Länge des Textes“ nicht im Wortlaut abgedruckt (Anlage zum Beschlussvorschlag, Stadt Esens, 15. Juli 2004), jedoch lag sie den Fraktionen vor. Alle Einwände wurden vom Rat zur Kenntnis genommen, jedoch ohne Folgen.
Im März 2003 sammelten Bensersieler Bürger rund 200 Unterschriften gegen die Umgehungsstraße, da sie befürchteten, dass durch sie potenzielle Gäste an ihrem Ort vorbei geleitet würden. 2004 wurde mit der Änderung des Raumordnungsplanes begonnen, was eine Voraussetzung für den Bau war.
Der enteignete Eigentümer klagte 2008 vor dem Oberverwaltungsgericht Lüneburg gegen den neuen Bebauungsplan Nr. 67. Dabei erklärte die Samtgemeinde Esens, die Umgehungsstraße liege nicht im Vogelschutzgebiet, und bekam recht.
Am 22. April 2009 erfolgt der Spatenstich für den Straßenbau. Der Rat der Stadt Esens beschloss Anfang 2010 einen neuen Bebauungsplan Nr. 72, ohne Änderung in den entscheidenden, das Gebiet betreffenden Punkten.
Der ehemalige Eigentümer zog 2010 vor das Bundesverwaltungsgericht (BVG) in Leipzig. 2013 urteilte das Oberverwaltungsgericht: Der Bebauungsplan Nr. 72 der Gemeinde war von Anfang an „rechtsunwirksam“. Ein Jahr später stellte das BVG fest, dass eine „unzulässige Straßenplanung in einem faktischen Vogelschutzgebiet nicht durch eine nachträgliche Gebietsmeldung geheilt werden kann“. 2015 erklärt das Gericht, dass die Flurbereinigung deshalb aufgehoben werden muss. De facto heißt dies, der Kläger müsste sein Grundstück zurückerhalten und die Straße abgerissen werden, da bei der Planung schon mindestens ab 2003 EU- und deutsches Recht gebeugt oder missachtet wurde.
Uilke van der Meer vom BUND wies 2014 darauf hin, dass auch in Neßmersiel, Harlesiel oder Carolinensiel sogenannte Entlastungsstraßen wissentlich in extensiv genutztes, sensibles Grünland gebaut wurden. Sämtlich seien dies Eingriffe in das faktische Vogelschutzgebiet V 63. „Die sind eigentlich alle rechtswidrig – nur gibt es dort keinen Kläger.“ Damit verglich sie dessen Situation mit Bensersiel.

### Finanzierung
Die Straße kostete 8,2 Millionen Euro. Drei Viertel finanzierten Bund und Land, den Rest übernahm die Stadt Esens. Dieses Finanzkonstrukt sei zweifelhaft gewesen, schrieb der Weser Kurier. Der Landesrechnungshof Niedersachsen untersuchte den Vorgang. Dem Weser Kurier sagte ein Stadtbeamter aus Esens 2015, der Rückbau der Straße werde vier bis fünf Millionen Euro kosten. Samtgemeindebürgermeister Harald Hinrichs sagte, ein möglicher Rückbau und die Rückzahlung von über fünf Millionen Euro Fördergeldern werde der 7000-Einwohner-Stadt für ein, zwei Jahrzehnte jeden finanziellen Handlungsspielraum nehmen.

## Publikationen
- (2014) Rechtsprechung Verwaltungsgerichte: Zum strengen Schutzregime des Art. 4 Abs. 4 Satz 1 der V-RL. Natur und Recht, Juli 2014, Springer.